# Izraelske specijalne snage
Izraelske specijalne snage su postrojbe Izraelskih obrambenih snaga zadužene za specijalne operacije. U Izraelu postoji niz specijalnih postrojbi zaduženih za razne specijalne operacije.
Sayeret (hebrejski: סיירת) što na hebrejskom znači izvidnica je termin koji se koristi za specijalne snage ili izvidničke postrojbe Izraelskih obrambenih snaga (IDF) koje se specijaliziraju za prikupljanje i nadzor obavještajnih podataka. U praksi se te postrojbe, osim izviđanja, specijaliziraju i kao komando snage i za druge uloge specijalnih snaga.
Mista'arvim (hebrejski: מסתערבים) ili mistaravim, su protuterorističke postrojbe čiji su pripadnici posebno obučeni za prerušavanje, djelovanje na neprijateljskom teritoriju, kako bi likvidirali ili zarobili teroriste.

## Povijest
Prva specijalna postrojba Izraelske vojske je osnovana po nalogu premijera Davida Ben-Guriona u kolovozu 1953. godine pod nazivom Postrojba 101. Prvi zapovjednik je bio Ariel Sharon, kasniji izraelski premijer.
Pripadnici postrojbe su bili naoružani nestandardnim naoružanjem i imali su zadatak izvršiti operacije odmazde preko državnih granica - posebice, manevara manjih snaga i taktičkih upada. Pripadnici postrojbe bili su regrutirani samo iz poljoprivrednih Kibuca. Postati pripadnik postrojbe se moglo samo po pozivu, a o svim novim pripadnicima su morali glasovati svi stari članovi postrojbe.
Postrojba 101 je spojena u 890. padobransku bojnu tijekom siječnja 1954. godine, po zapovijedi generala Dayana, zapovjednika stožera, jer je želio da se njihovo iskustvo i duh prošire među svim pješačkim jedinicama IDF-a počevši od padobranaca. Smatra se da su imali značajan utjecaj na razvoj sljedećih izraelskih jedinica specijalnih snaga.

## Specijalne postrojbe IDF-a

### Izvidničke postrojbe
- Sayeret Matkal ili postrojbe 269 je glavna izvidnička postrojba. Ime znači Izvidnica Glavnog stožera. Sayeret Matkal je prva i najvažnija Sayeret postrojba. Zadužena je za prikupljanje obavještajnih podataka iza neprijateljskih linija ili spašavanje talaca u stranim državama. Pod izravnim je zapovjedništvom Amana, izraelske vojno obavještajne službe
- Shayetet 13 ili 13. flotila je mornarička komando postrojba koja je zadužena za specijalne operacije na moru. Dio je Izraelske ratne mornarice. Osnovana je 1948. godine
- Shaldag ili postrojba 5101 je komando postrojba Izraelskog ratnog zrakoplovstva specijalizirana kao isturena zračna kontrola, za zračno i specijalno izviđanje i za označavanje meta izvan izraelskih granica. Osnovana je 1974. od strane nekolicine bivših pripadnika Sayeret Matkala. Shaldag znači riječni vodomar na hebrejskom.

### 89. komando brigada Oz
89. komando brigada Oz je brigada Izraelske vojske specijalizirana isključivo za specijalne operacije. Osnovana je 2015. godine objedinjavanjem zasebnih specijalnih postrojbi. Oz na hebrejskom znači hrabrost.
- Postrojba 212 – Maglan – komando postrojba specijalizirana za operacije iza neprijateljskih položaja
- Postrojba 217 – Duvdevan – mistaravim postrojba zadužena za protuterorističko djelovanje
- Postrojba 621 – Egoz – specijalizirana za protugerilsko djelovanje

### Pješački zbor
Pješački zbor unutar Izraelske vojske objedinjava sve pješačke brigade. Svaka od pet pješačkih brigada: Golani, Givati, Nahal, Kfir i padobranska brigada ima svoj Gadsar ili izvidničku bojnu. Izvidnička bojna se sastoji od izvidničke satnije Palsar, satnije za rušenje i borbeno inženjerstvo Palhan i protuoklopne satnije Palnat.
- 93. izvidnička bojna (Sayeret Haruv) - Kfir brigada
- 631. izvidnička bojna - Golanska brigada
- 846. izvidnička bojna - Givati brigada
- 934. izvidnička bojna - Nahal brigada
- 5135. izvidnička bojna - Padobranska brigada

### Oklopni zbor
Oklopni zbor čine oklopne brigade Izraelske vojske. Svaka brigada ima izvidničku satniju ili Palsar.
- Palsar 7 - izvidnička satnija 7. oklopne brigade.
- Palsar 188 - izvidnička satnija 188. oklopne brigade.
- Palsar 401 - izvidnička satnija 401. brigade.

### Topnički zbor
- Meitar/Moran – postrojba koja upravlja s protuoklopnim raketama dugog dometa Tammuz
- Sky Rider – borbena postrojba koja upravlja bespilotnim letjelicama Elbit Skylark

### Zbor za borbeno inženjerstvo
- Sayeret Yahalom – specijalna inženjerijska postrojba, zadužena za zbrinjavanje eksplozivnih naprava, protuminsko djelovanje

### Zbor za borbeno obavještajno djelovanje
- Specijalne snage za borbeno obavještajno djelovanje - zadužene za prikupljanje obavještajnih podataka i označavanje meta.

### Ratno zrakoplovstvo
- Postrojba 669 – postrojba zadužena za borbeno traganje i spašavanje
- Postrojba 5700 – zrakoplovne pustinjske snage

### Ratna mornarica
- Postrojba Snapir – zaštita ratnih luka i mornaričkih snaga
- Postrojba YALTAM - ronilačke postrojbe zadužene za protuminsko djelovanje, zbrinjavanje eksplozivnih naprava, spašavanje i povrat.

### Raspuštene postrojbe
- Postrojba 101 – prva izraelska specijalna postrojba, zapovjednik je bio Ariel Sharon, kasniji izraelski premijer
- Sayeret Rimon – mista'arvim postrojba za pojas Gaze, zapovjednik je bio Meir Dagan, kasniji ravnatelj Mossada
- Samson postrojba – mista'arvim postrojba za pojas Gaze
- Sayeret Shaked – specijalna postrojba Južnog zapovjedništva Izraelske vojske
- Sayeret Duchifat – protuoklopna postrojba Oklopnog zbora
- Postrojba 685 ili Rimon – postrojba specijalizirana za pustinjsko ratovanje

## Specijalna policija

### Granična policija
- Yamam - protuteroristička postrojba specijalizirana za spašavanje talaca i napadno djelovanje protiv meta u civilnim područjima.
- Yamas - specijalna mista'arvim postrojba koja djeluje na Zapadnoj obali. Podređena sigurnosnoj službi Shabak.

### Policija
- Yasam – interventna policija zadužena za brzi odgovor
- Gideonim – postrojba zadužena za tajno i mistaravim djelovanje
- YAGAL – protukrijumčarska postrojba

### Zatvorska služba
- Postrojba Metzada unit – interventna postrojba zadužena za brzo djelovanje u slučaju pobune u zatvoru posebno onim s palestinskim zatvorenicima.
- Nahshon – interventna postrojba zadužena za transport, pretrage, smirivanje nemira, zaštitu zatvorskih službenika.
- Dror – postrojba za djelovanje protiv opojnih sredstava

## Poveznice
- Snage za specijalne operacije (Rusija)
- Zapovjedništvo za specijalne operacije (Francuska)
- Zapovjedništvo za specijalne operacije (SAD)
- Zapovjedništvo specijalnih snaga OSRH

## Vanjske poveznice
- YouTube:Commando Brigade exercise in Cyprus, June 2017
- YouTube:Israel's Elite Counter-Terrorism Unit - Yamam
- YouTube:Israeli Special Police YAMAS Counter Terror Unit
- YouTube:Israeli Special Forces - MISTARAVIM (YAMAS Unit)
- YouTube:YAMAS MISTARAVIM Southern Unit In Action!
- YouTube:Shaldag army unit releases rare pictures
- YouTube:Shayetet 13